# Conny Andersson
Conny Andersson (n. 28 decembrie 1939) a fost un pilot suedez de Formula 1 care a evoluat în Campionatul Mondial între anii 1976 și 1977.